# Cuorgnè
Cuorgnè (piemontesisch Corgnè oder Coergnè) ist eine Gemeinde in der italienischen Metropolitanstadt Turin (TO), Region Piemont.

## Lage und Einwohner
Cuorgnè liegt knapp 40 km nördlich von Turin auf einer Höhe von 414 m. Die Gemeinde besteht aus den Ortsteilen Campore, Ronchi San Bernardo, Ronchi Maddalena und Salto. Das Gemeindegebiet umfasst eine Fläche von 19 km² und hat 9488 Einwohner (Stand 31. Dezember 2023). Zur Gemeinde gehören die Fraktionen (Frazioni) Priacco, Ronchi Maddalena, Ronchi San Bernardo, Salto und Sant’Anna di Campore.
Die Nachbargemeinden sind Castellamonte, Pont-Canavese, Borgiallo, Chiesanuova, Alpette, San Colombano Belmonte, Canischio, Valperga und Prascorsano.

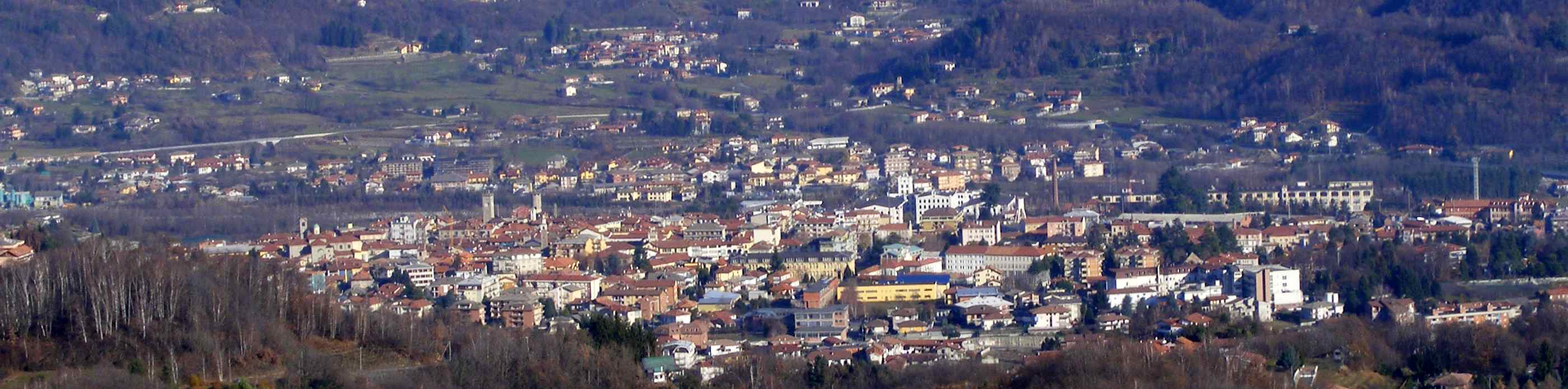
Panorama

## Geschichte

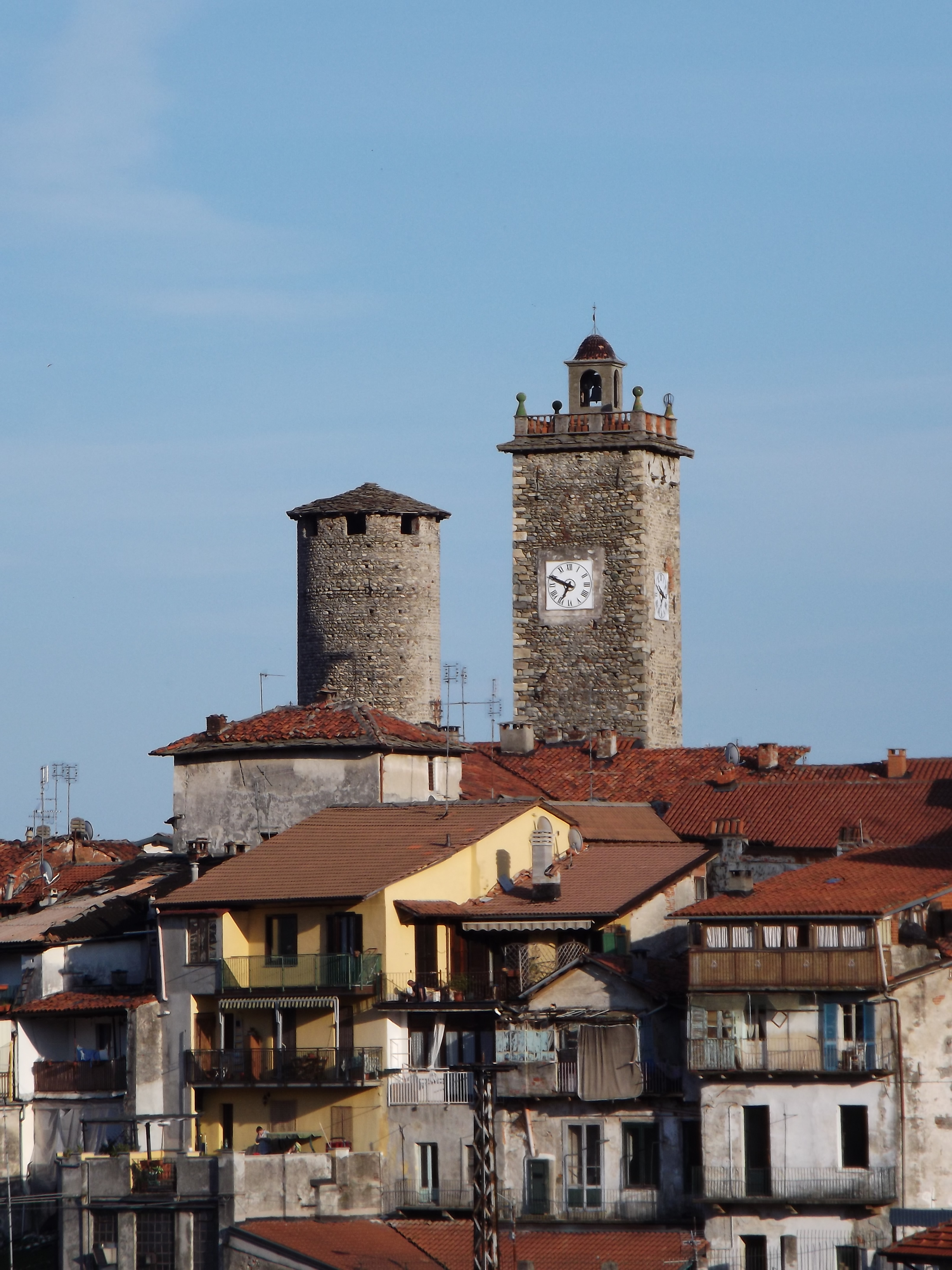
Der Carlevato-Turm und der Uhrturm von Norden aus gesehen

Der Ort war als Canava schon in keltischer Zeit besiedelt. Während der römischen Herrschaft gehörte die Region Cuorgnè zum Municipium von Julia Augusta Taurinorum, das heutige Turin.
Die Pest von 1630 forderte in Cuorgnè mehr als 600 Opfer.

## Einzelnachweis
1. ↑  Bilancio demografico e popolazione residente per sesso al 31 dicembre 2023. ISTAT. (Bevölkerungsstatistiken des Istituto Nazionale di Statistica, Stand 31. Dezember 2023).